# Tainia megalantha
Tainia megalantha là một loài thực vật có hoa trong họ Lan. Loài này được (Tang & F.T.Wang) ined. miêu tả khoa học đầu tiên.